# Jérôme Tharaud
Pour les articles homonymes, voir Tharaud.
Jérôme Tharaud, né Pierre Marie Émile Ernest Tharaud le 18 mai 1874 à Saint-Junien et mort le 28 janvier 1953 à Varengeville-sur-Mer, est un écrivain français.

## Biographie
Jérôme et Jean Tharaud (1877-1952), son frère, sont nés à Saint-Junien en Haute-Vienne, dans le Limousin, région à laquelle ils resteront attachés. Leurs prénoms de baptême sont Ernest et Charles, et c’est Péguy qui leur donne plus tard les prénoms de Jérôme et Jean. [réf. nécessaire]
Les deux frères quittent Saint-Junien à la mort de leur père en 1880 ; leur mère, jeune veuve, retourne vivre chez son propre père, alors proviseur du lycée d’Angoulême et ami de Victor Duruy. [réf. nécessaire]
Ils font leurs études à Angoulême, puis à Paris. Jérôme est élève à l'École normale supérieure. [réf. nécessaire]
En 1901, Jean devient le secrétaire de Maurice Barrès, poste qu’il occupe jusqu’à la Première Guerre mondiale. Il signe ensuite de nombreux articles pour Le Figaro, dont l'un, paru après la Seconde Guerre, porte sur la révélation des camps de concentration des Tziganes en France.[réf. nécessaire]
Jérôme et Jean Tharaud vont pendant cinquante ans composer une œuvre à quatre mains, signant toujours de leurs deux prénoms. Ils deviennent célèbres grâce à l'obtention du Prix Goncourt en 1906. 
Ils voyagent dans de nombreux pays, la Palestine, la Syrie ottomane, l'Iran, le Maroc, la Roumanie, l'Allemagne (en 1933), l'Italie (en 1938), l'Indochine, l'Éthiopie... et ramènent de leurs voyages la matière de reportages, de romans ou d'ouvrages à prétention historique ou sociologique,.
En 1919, de retour d’un voyage au Maroc, ils sont séduits par le charme de la vallée bretonne de la Rance et acquièrent le manoir des Auffenais en Le Minihic-sur-Rance. Les deux frères y composent un magnifique jardin et parc paysager qui se déploie sur plus d’un hectare. Des murs en cascade et des sculptures de buis dessinent des séquences successives de jardin de curé, de promenade romantique et de terrasses dédiées à l'ornement végétal. Ils ramènent de leurs voyages en Orient des mosaïques marocaines qui dessinent un banc face à la Rance (avant la construction du barrage et l'envasement progressif des grèves latérales). Leur livre L'Oiseau d'or décrit très humblement en 1931, ce « petit manoir planté de pommiers à la nature verdoyante ». Ils y vivent jusqu’à la Seconde Guerre mondiale, pendant laquelle cette demeure est occupée par l’armée allemande. En conséquence et probablement pour des raisons pécuniaires, ils la vendent en 1945.
Leur œuvre est marquée par un esprit de conformisme aux valeurs du temps et par le racisme de l'époque et l'antisémitisme,, ainsi que par la célébration du colonialisme. Ayant découvert ce qu'il croit être la « vie juive » en Europe de l’Est, Jérôme Tharaud écrit en 1924 : « Je venais de poser la main sur un nid chaud, et j’en éprouvais à la fois une sensation de tiédeur et de dégoût. », soit une sorte de fascination doublée de répulsion.
Le 1er décembre 1938, Jérôme Tharaud est élu au 31e fauteuil de l’Académie française en remplacement de Joseph Bédier. La candidature de Jérôme Tharaud pose un cas de conscience aux académiciens : l’écrivain, en effet, n’est que « la moitié d’un couple d’auteurs » et ils ne peuvent pas élire simultanément les deux. Jean Tharaud y est élu à son tour en 1946. [réf. nécessaire]
Le Limousin et Saint-Junien (en particulier) ont profondément marqué les deux frères. En 1939, quand Jérôme est élu à l’Académie française, il émet le vœu que le clocher de la collégiale de Saint-Junien figure sur l’une des faces de la poignée de son épée d’académicien. En effet, les deux frères mettent toute leur ardeur, en 1922, à la reconstruction de la collégiale, après que son clocher central se fut effondré par manque d’entretien. Un érudit local, Jean Teilliet, artiste peintre, fait appel à eux et profite de leur notoriété pour recueillir des fonds destinés à la reconstruction. L’église est reconstruite les années suivantes et les frères Tharaud se réjouissent d’avoir contribué au sauvetage de l’église où ils avaient été baptisés. [réf. nécessaire]
L'épouse de Jérôme Tharaud, Renée Puget (fille de Paul Puget), meurt en mai 1963 dans un couvent de la banlieue parisienne à l'âge de 85 ans. Elle prétendait descendre du célèbre sculpteur du même nom, et avait été une artiste dramatique sous le pseudonyme de Renée Parny, jouant notamment avec Sarah Bernhardt. Femme de lettres, elle publie en 1955 chez Arthème-Fayard, sous le nom de Renée Jérôme-Tharaud, un ouvrage intitulé Le Bois-perdu. L’Académie française lui décerne le prix Alice-Louis-Barthou pour cet ouvrage en 1955 ainsi qu'à son mari pour l'ensemble de son œuvre à titre posthume. [réf. nécessaire]

### Antisémitisme

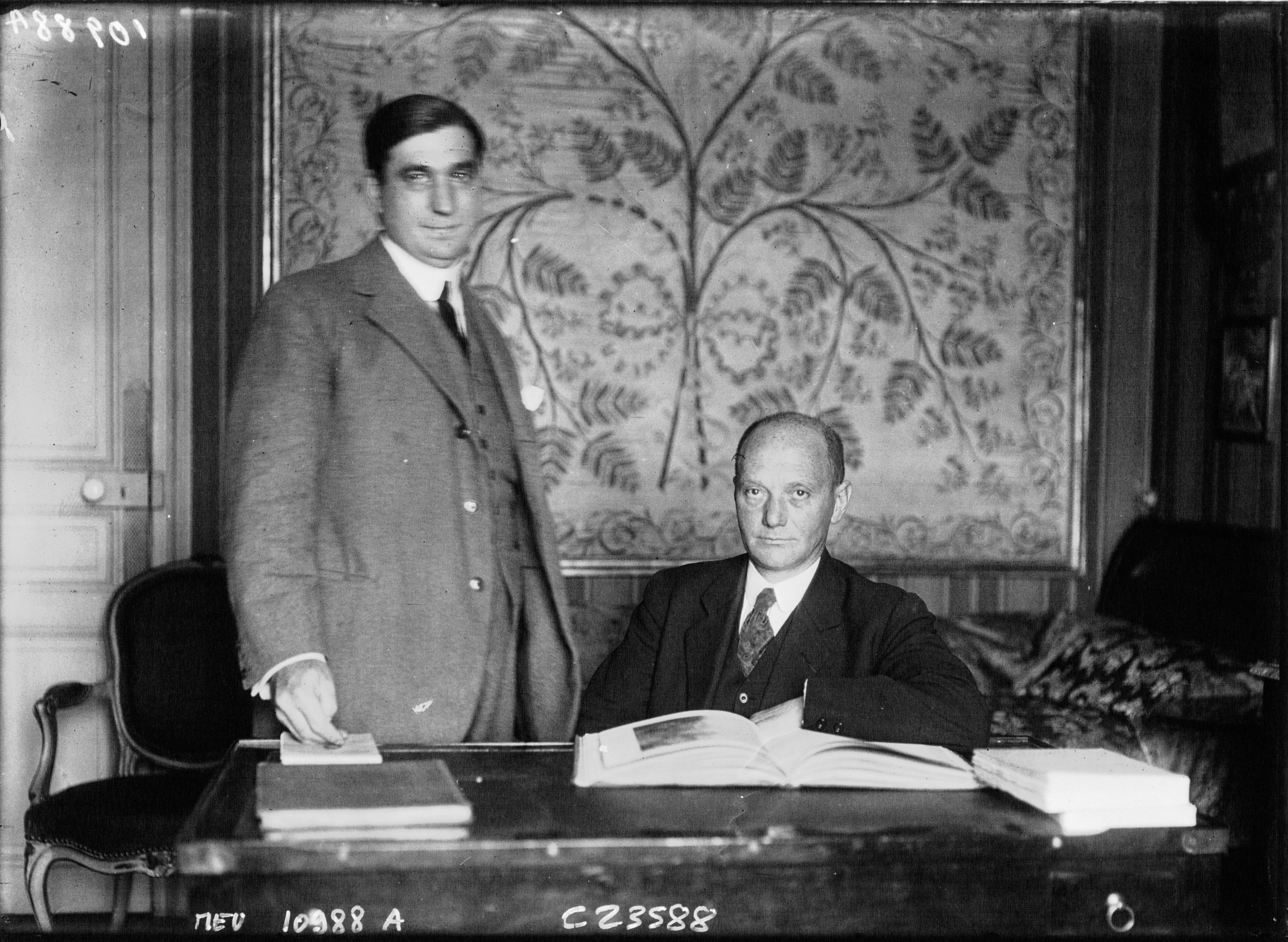
Jean et Jérôme Tharaud, 1923

Les frères Tharaud publient de nombreux ouvrages particulièrement dans les années 1920 et 1930, traitant pour beaucoup des mondes juif puis arabe. Leur littérature est ouvertement antisémite et à la gloire de la colonisation (cf. dans L'Ombre de la Croix, la description des mains de Juifs : «... longues mains nerveuses... Chacun de ces longs doigts minces, terminés par des ongles noirs... elles se plongeaient fiévreusement dans les barbes, pour aller y chercher un pou ou une idée » ; le journaliste René Johannet écrit à propos de cet ouvrage que « C’est le plus terrible roman antisémite que je connaisse » ; ou le chapitre « Un ghetto marocain » dans leur ouvrage de 1920 encore réédité en 1939 Marrakech où le mellah figure « un des lieux les plus affreux du monde » ; ou quand ils parlent de Montaigne à l'éditeur Édouard Champion, en le désignant ironiquement par « l’excellent Judéo-Bordelais » ; dans La Rose de Sâron, ils affirment que « la misère est un état naturel à Israël  » ; ou encore cet échange avec Romain Rolland en 1942 : « Ils ont de ces mots, qui vous démolissent tout espoir d'amitié. Ainsi l'exclamation de Jean, à propos des mesures contre les Juifs : « C'est embêtant ! Ça les rend populaires. Il ne faudrait pas qu'on les vît revenir, avec les Blum et Cie ! » »),,.
L'historien Michel Leymarie évoque le  « filon juif » que les frères Tharaud n'ont de cesse d'exploiter de façon « obsessionnelle » (partout où ils vont, ils cherchent le ghetto), particulièrement après la Grande Guerre, à travers des œuvres romanesques ou à vocation journalistique et historique dont le message « indubitablement antisémite » remporte de francs succès dans la Revue des Deux Mondes, la maurassienne Revue universelle ou chez Plon,,. Léon Daudet encense les Tharaud notamment quand ils se font « les adeptes d’une théorie du complot juif qui les inscrit dans une droite extrême » ; « De sujets d’étonnement ou de moquerie, les Juifs sont devenus alors pour nos auteurs des sujets d’inquiétude, un danger pour l’Occident »,.
Le poète André Spire qui documente et recommande les chroniqueurs avant leur voyage à Jérusalem dit qu'il a « flairé leur antisémitisme latent » et qu’il a pressenti que ce qui les attirait vers les sujets juifs n’était « ni le goût du juste, ni la haine des bourreaux, ni la pitié pour les victimes, mais la curiosité froide du reporter, du voyageur pour le pittoresque du Judaïsme le plus attardé, abaissé, pour le Judaïsme le plus exclu, parqué, des ghettos ». L'orientaliste René Étiemble relève également chez eux ce goût du pittoresque qui l’emporte fréquemment, et dénonce un antisémitisme qui va en s’accentuant, comme François Mauriac écrit à propos de Jérôme Tharaud : « un violent instinct raciste se délivrait ici par le pittoresque.» , .
Les deux frères se disent objectifs mais la force du préjugé fausse d'emblée la vision des faits et événements,. Des années plus tard, l'historien Jules Isaac voit dans leur production le prototype de la littérature qui a contribué « à propager ou renforcer les sentiments traditionnels d’aversion pour les Juifs  ».

## Œuvres

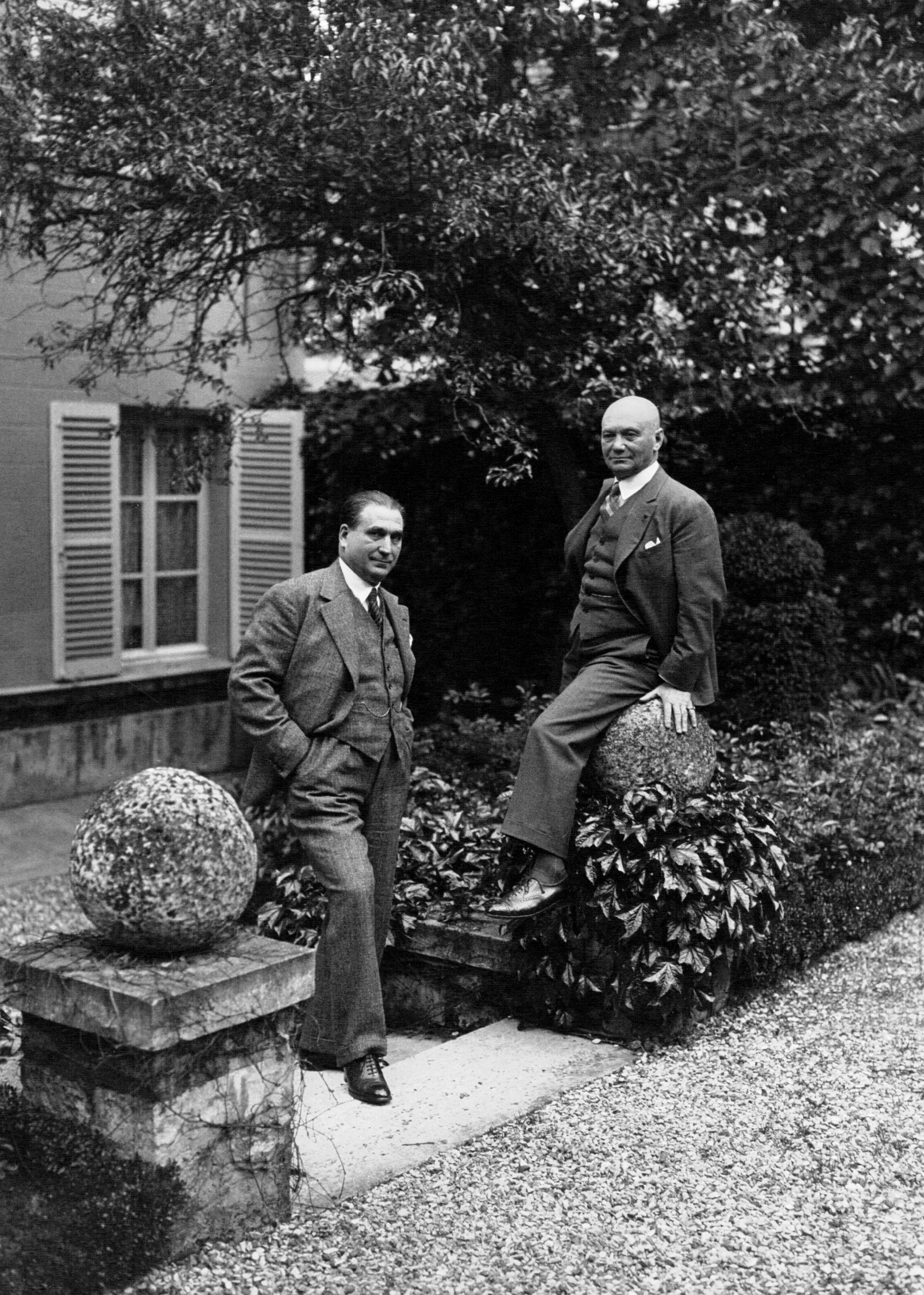
Les frères Tharaud en 1932.

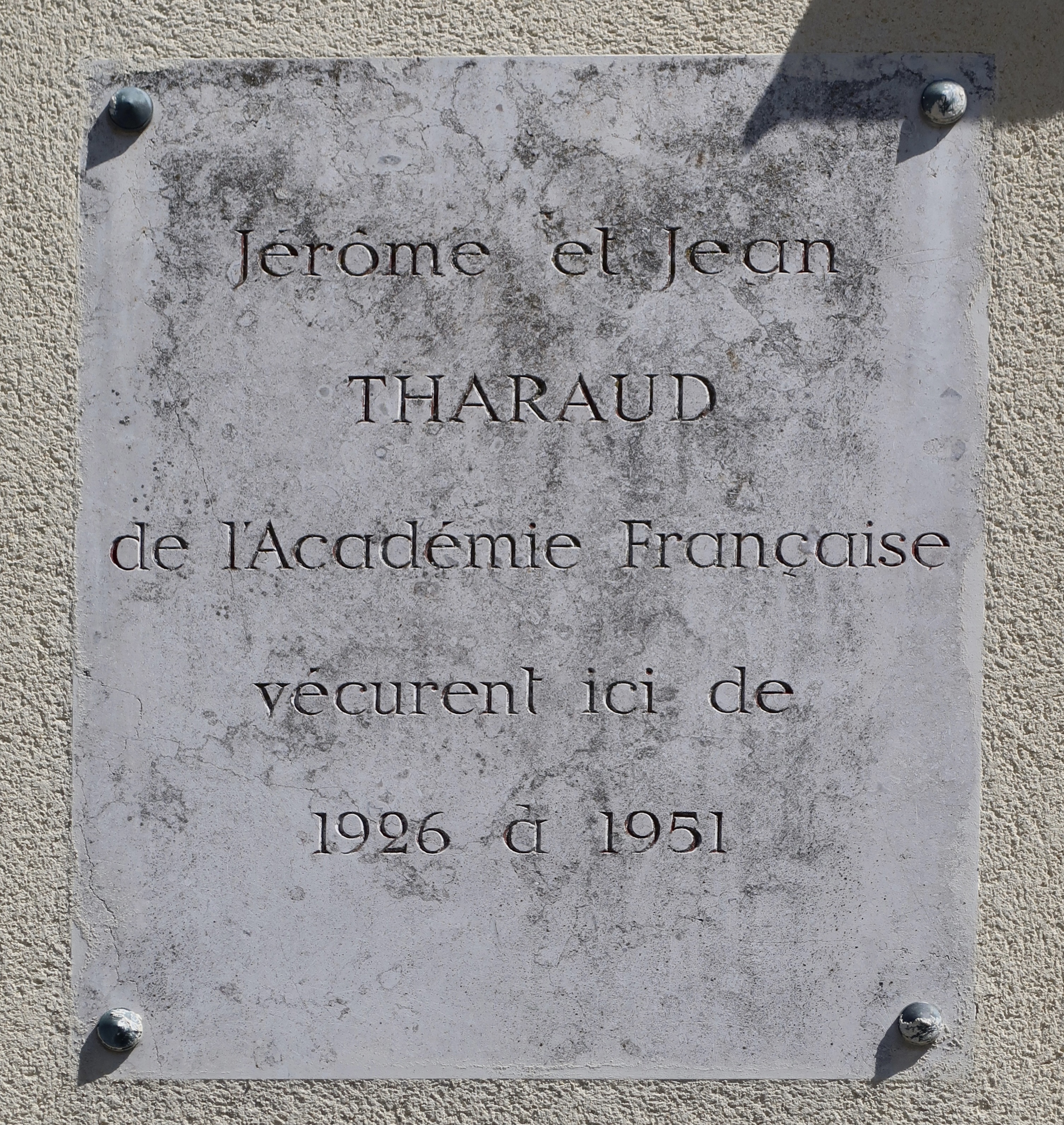
Plaque commémorative au 93, rue Royale à Versailles, où il vécut avec son frère de 1926 à 1951.

Ouvrages cosignés avec son frère Jean
- Le Coltineur débile, 1898.
- La Lumière, 1900.
- Dingley, l'illustre écrivain, 1902, prix Goncourt en 1906.
- Les Hobereaux, 1904.
- L’Ami de l’ordre, 1905.
- Les Frères ennemis, 1906.
- Bar-Cochebas, 1907.
- Déroulède, 1909.
- La Maîtresse servante, 1911.
- La Tragédie de Ravaillac, 1913.
- La bataille de Scutari d’Albanie, 1913.
- La Mort de Déroulède, 1914.
- L’Ombre de la croix, Emile-Paul, 1917; grand succès réédité par Plon en 1920, Société du Livre d'art/Imprimerie Nationale (édition de luxe illustrée par Henry Cheffer) en 1924, Grasset en 1929, Lapina (édition de luxe illustrée par Franck Brangwyn) et Mornay (édition de luxe illustrée par Aizik Feder) en 1931.
- Rabat, ou les heures marocaines, 1918, Emile-Paul Frères éditeurs, 5640-8-18 et 5642-8-18.
- Une relève, 1919, Émile-Paul, frères, éditeurs 2766-2-19 et 2768-2-19.
- Marrakech ou les seigneurs de l’Atlas, 1920.
- Quand Israël est roi, 1921, Revue des Deux Mondes (feuilleton intitulé Bolchevistes de Hongrie) puis dédié à Maurice Barrès, chez Plon
- La Fête arabe, 1922[18].
- L’invitation au voyage, 1922.
- La randonnée de Samba Diouf, 1922.
- La Maison des Mirabeau, 1923.
- Le Chemin de Damas, 1923.
- L’An prochain à Jérusalem, 1924, Revue des Deux Mondes puis Plon
- Rendez-vous espagnols, 1925.
- Un royaume de Dieu, 1925.
- Causerie sur Israël, 1926.
- Notre cher Péguy, 1926.
- La Semaine sainte à Séville, 1927.
- La Rose de Sâron, 1927.
- Petite histoire des Juifs, 1927, Revue Universelle puis Plon
- En Bretagne, 1927.
- Mes années chez Barrès, 1928.
- La Reine de Palmyre, 1928.
- La Chronique des frères ennemis, 1929.
- Fès ou les bourgeois de l’Islam, 1930.
- L’Empereur, le philosophe et l’évêque, 1930.
- L’Oiseau d’or, 1931.
- Paris-Saïgon dans l’azur, 1932.
- Les Bien-aimées, 1932.
- La Fin des Habsbourg, 1933.
- La Jument errante, 1933.
- Quand Israël n’est plus roi, Plon 1933.
- Versailles, 1934.
- Les Mille et un jours de l’Islam I : Les cavaliers d’Allah, 1935.
- Les Mille et un jours de l’Islam II : Les grains de la grenade, 1938.
- Le Passant d’Éthiopie, 1936.
- Cruelle Espagne, 1937.
- Alerte en Syrie, 1937.
- L’Envoyé de l’Archange, 1939.
- Les Mille et un jours de l’Islam III : Le rayon vert, 1941.
- Le Miracle de Théophile, illustrations de Paul Charlemagne, éditions du Rocher, Monaco, 1945.
- Fumées de Paris et d’ailleurs, 1946.
- Le Roman d'Aïssé., 1946.
- Vieille Perse et jeune Iran, 1947.
- Les Enfants perdus, 1948.
- Les Mille et un jours de l’Islam IV : La chaîne d'or, 1950.
- La Double confidence, 1951.

Références à compléter
- Petite histoire des Juifs, 1927.
- Vienne la rouge, 1933.
- Le chemin de Damas.
- Les contes de la Vierge, 1940)

Plusieurs ouvrages sont présentés comme antisémites, :
- L’Ombre de la Croix, Plon, 1920.
- Quand Israël est roi, Plon, 1921.
- La Rose de Sâron, 1929.
- Quand Israël n’est plus roi, Plon, 1933.